# 國籍法
國籍法（英語：Nationality law），為規範國籍之取得、喪失、回復與撤銷的法律。

## 中華民國
參考各國立法趨勢，並基於男女平等的原則，將國籍取得由原始父系的血統主義改為父母雙系的血統主義外，並將原始條文中規定「生時父為中國人者，屬中華民國國籍」，修正為「生時父或母為中華民國國民，屬中華民國國籍」，使原本使用中國人之不明確用語明顯定位為中華民國，以適應現實上國家認同的需要；而持有中華人民共和國護照則自動喪失中華民國國籍。
同時為避免外國人因歸化而產生雙重國籍，因此在法律上明確規定申請歸化者，應提出喪失其國籍之證明，並增訂凡是喪失國籍者，必須經過申請，同時將擔任中華民國公職人員取得外國國籍，應解除或免除其公職的規定納入法律規範，同時並列舉容許雙重國籍者擔任公職的職務；依據《中華民國國籍法》第10條 歸化國籍者10年內無法擔任特定公職（特任官、軍事將官、其他比照簡任第十三職等以上職務之人員等，與民選公職人員），以及依據《總統副總統選舉罷免法》第20條歸化國籍者不得登記為中華民國總統副總統候選人。
自2016年12月《中華民國國籍法》修正後，透過〈內政部歸化國籍高級專業人才審查會〉通過高級專業人才歸化者，可無須喪失原有國籍。

## 中华人民共和国
《中華人民共和國國籍法》是中華人民共和國的一部基本法律。该法對中華人民共和國國籍的取得、喪失和恢復作出了法律規管。《國籍法》由第五屆全國人民代表大會第三次會議通過、全國人民代表大會常務委員會委員長令第八號公佈，自1980年9月10日施行。
根據《國籍法》取得國籍的人，即為中華人民共和國公民。

## 英国
- 英國公民（British Citizen）

這身份一般是通過和聯合王國、海峽群島和曼島（即所謂）的連繫而取得。在《1971年入境法案》下通過和不列顛島嶼的連繫取得居留權的英國及殖民地公民，在1983年1月1日以後大都成為了英國公民。
英國公民是最常見的英國國籍，也是唯一自動擁有英國居留權的。
- 英國海外領土公民（British Overseas Territories citizens，簡稱，前稱「英國屬土公民」）

英國海外領土公民是和英國海外領土有著連繫的人士。現在這類型人士因為《2002年英國海外領土法案》大多兼有英國公民身份。英國公民和英國海外領土公民的身份是可以同時擁有的。
- 英國海外公民（British Overseas citizens, BOC）

英國海外公民是不合資格取得英國公民或英國屬土公民身份的前英國及殖民地公民。多數是因著和前英國殖民地（例如馬來西亞和肯尼亞）的連繫而取得英國及殖民地公民身份的人。
- 英籍人士（British subjects）

按照《1981年英國國籍法案》，英籍人士是沒有英國及殖民地公民身份或任何英聯邦國家公民身分的英籍人士。多數是跟前英屬印度和1949年前的愛爾蘭共和國有連繫而取得這身份的。
- 英國國民（海外）（British Nationals (Overseas), BNO）

英國國民（海外）在1981年的法案中並不存在。它是由《1985年香港法案》（Hong Kong Act 1985）和《1986年香港(英國國籍)令》（Hong Kong (British Nationality) Order 1986）所建立的。英國國民(海外)是香港的前英國屬土公民中，於香港主權移交中華人民共和國前特別申請者。沒有取得中華人民共和國國籍的香港英國屬土公民都成為了英國海外公民。
- 受英國保護人士（British protected persons, BPP）

受英國保護人士來自大英帝國中非由英國君主擁有主權的保護國──名義上受英國君主保護的獨立國家。受英國保護人士的身份是的特殊種類（sui generis）──它既不是英聯邦公民（或舊式的英籍人士），傳統上也不被視為英國國民，但亦非外國人（alien）。

## 加拿大
通常是藉著出生於加拿大境內自动获得，或父母至少其中一方是加拿大公民來取得，或者被一位或多位加拿大人收养而得到。此外，在過去四年中的至少三年於加拿大居住且又符合特定條件之永久居民也可获取加拿大國籍。

## 马来西亚
1. ↑  內政部：藝術家楊文智等5高專人才 歸化為台灣人 （页面存档备份，存于），中央通訊社，2021/8/26